# Сеньория де Альбаррасин
Сеньория де Альбаррасин (исп. Señorío de Albarracín) — сеньория в Королевстве Арагон, расположенная в городе Альбаррасин и вокруг него. Его местоположение было буфером, вклинившимся между Королевством Арагон и Королевством Кастилия. Сеньория был создан после раздела тайфы Альбаррасин, принадлежащей берберской клану Бану Расин.

## История

### Создание
В 1167 году под давлением непрекращающихся войн между династией Альморавидов и новыми вторжениями Альмохадского халифата эмир Мурсии и Валенсии Мухаммад ибн Марданис (прозванный Волчьим Королем) уступил тайфу Альбаррасин вассалу короля Санчо VI Наваррского, дворянину из Эстеллы-Лизарры по имени Педро Руис де Азагра. Титул был пожалован Педро Руису де Азагре из-за его поддержки королю Наварры против Альфонсо VIII Кастильского и Альфонсо I Арагонского (Альфонсо Воитель).
В 1172 году Педро Руис де Азагра смог консолидировать свою власть над сеньорией, сделав эту территорию независимой от других христианских королевств региона. В 1190 году, после подписания Борхского соглашения между королями Альфонсо II Арагонским и Санчо VI Наваррским, оба монарха согласились на оборонительный пакт против короля Кастилии Альфонсо VIII, который придал официальную легитимность сеньории Альбаррасин в отношении двух королевств.

### Отношения с Королевством Арагон
В 1220 году Альбаррасин присоединился к первому баронскому восстанию против короля Арагона Хайме I. Это восстание было поддержано Родриго де Лизана с помощью Педро Фернандеса де Азагра, сеньора Альбаррасина. Хайме I Арагонский решил осадить город в том же году, но снял осаду после того, как ему не удалось получить значительную поддержку от своей знати.

### ЗавоеваниеТайфы Валенсии
Дом Азагра оставался в немилости у короны Арагона вплоть до Реконкисты Валенсии, в которой они сотрудничали с Арагонской короной. В 1233 году Азагра участвовали в завоевании Валенсии. Одной из главных битв, в которой участвовал сеньор де Альбаррасин, была осада Буррианы, приведшая к победе Арагона над Зайяном ибн Марданишем и
Таифой Валенсии.

### Ликвидация и включение в Королевство Арагон
Дом Азагры оставался доминирующим в регионе на протяжении шести поколений благодаря поддержке, полученной от Королевства Арагон. В 1281 году, с подписанием договора в Агреде с королем Арагона Педро III и королем Кастилии Альфонсо X пришли к соглашению, и Арагон был свободен продолжать территориальную экспансию в регионе Альбаррасин и в других местах. В 1284 году сеньория де Альбаррасин была завоевана Королевством Арагон после длительной осады, продолжавшейся с апреля по сентябрь того же года. Попытки вернуть земли сеньории Хуаном Нуньесом де Ларой, который решил заключить союз с Францией, потерпели поражение. Король Педро III Арагонский, захватив город, отдал его в дар своему незаконнорожденному сыну от Инес Сапата, Фердинанду Арагонскому.
В 1300 году король Хайме II Арагонский включил земли и город Альбаррасин в свои владения как титулованный город.

## Список сеньоров де Альбаррасин
|    | Сеньор де Альбаррасин     | Годы правления | Родство |
| -- | --                        | --             | |
| -- | ------------------------- | -------------- | --- |
|    | Педро Руис де Азагра      | 1167 — 1186    | Второй сын Родриго Переса де Азагры |
|    | Фернандо Руис де Азагра   | 1186 — 1196    | Младший брат предыдущего |
|    | Педро Фернандес де Азагра | 1196 — 1246    | Сын предыдущего |
|    | Альваро Перес де Азагра   | 1246 — 1260    | Сын предыдущего |
|    | Хуан Нуньес I де Лара     | 1260 — 1294    | Сын Нуньо Гонсалеса де Лара и его жены Терезы Альфонсо де Леон, внучки короля Леона Альфонсо IX. Был женат на Терезе Альварес де Азагра, дочери Альваро Переса де Азагры |
|    | Хуан Нуньес II де Лара    | 1294 — 1300    | Сын Хуана Нуньеса I де Лары и Тереза де Аро, дочери Диего Лопес III де Аро (? — 1254), 7-го сеньора Бискайи (1236—1254), и Констанс де Беарн.                            |